# Bookglobe
Bookglobe ist ein kroatischer Comicverlag.
Der Verlag wurde 1993 von Nebojša Radić in Zagreb gegründet. Der Schwerpunkt bilden frankobelgische Alben, die teilweise auch in Sammelbänden verlegt werden.

## Bekannte Serien (Auswahl)
Asterix, Leutnant Blueberry, Blacksad, Bruno Brazil, Buddy Longway, Die blauen Boys, Corto Maltese, Garfield, Isnogud, Lucky Luke, Usagi Yojimbo, XIII.